# Persianización
La persianización (en persa: پارسی‌سازی‎, romanizado: parsisazi) es un proceso sociológico de cambio cultural en el que algo no persa se convierte en “persificado”. Es una forma específica de asimilación cultural que a menudo incluye asimilación lingüística. El término se aplica no sólo a culturas, sino también a individuos, conforme se aclimatan a la cultura persa.
Históricamente, el término se usó habitualmente para cambios en la cultura de pueblos no iranios que vivían bajo la esfera cultural iraní, especialmente durante los períodos islámicos temprano y medio, como los árabes, y diversos pueblos del Cáucaso (georgianos, armenios y daguestaníes) y pueblos túrquicos que incluyeron selyúcidas, otomanos y gaznávidas). El término también se ha aplicado a la transmisión de aspectos de la cultura persa, incluido el idioma, a pueblos no persas en las regiones que rodean Persia (Irán moderno), como Turquía y Asia Central.

## Persianización y urbanización
En los primeros tiempos de Afganistán como país independiente, muchos pastunes se trasladaron a las zonas urbanizadas el país y adoptaron el persa darí como idioma. Esto tuvo como resultado que muchas personas étnicamente pastunes en Afganistán se identificaran a sí mismos como tayikos[cita requerida] mientras conservaban nombres pastunes (como un apellido con el sufijo “-zai”), simplemente debido a que hablan darí y se asimilan a la cultura de los tayikos en el país, un proceso conocido como “destribalización”. Esto se ve especialmente en los “Kabulis”, o aquellas familias establecidas desde hace tiempo procedentes de Kabul (usualmente pastunes completamente inmersos en la cultura persa). En Pakistán, acontece algo parecido con la urbanización, cuando los pastunes se asimilan a la cultura de habla urdu nacional.